# Kljunčice
Kljunčice (lat. Caproidae), malena porodica morskih riba (pisces) raširenih u sva tri oceana. Sastoji se od dva roda Antigonia Lowe, 1843 sa 17 vrsta i Capros Lacepède, 1802 s jednom vrstom. Ove ribe žive na dubinama ispod 50 metara, malene su, a svega nekoliko vrsta naraste najviše do 30 centimetara. Tijelo je pekriveno sitnim ctenoidnim (češljastim) ljuskama, a repna peraja je zaobljena. U Jadranu ih ima na pučinskom srednjem i južnom dijelu gdje ih poznaju tek kočari.
Rod Capros po kojem porodica nosi ime vernakularno je nazivana trynfiskar, boarfishes i villsvinfiskfamilien.